# Британская короткошёрстная кошка
Британская короткошёрстная кошка  — порода домашней кошки. В классификациях FIFe и WCF относится к категории  shorthair. Выведена в 	XIX веке.
По одной версии является потомком породы Шартрез, а по другой, римских кошек и местных сородичей. 

## Окрасы, свойственные британской кошке
Шерсть у британской кошки  очень пушистая и мягкая, но довольно короткая. Британским кошкам свойственно много различных окрасов, существует около 30 оттенков цветов их густой, роскошной шерсти, самые популярные — сплошные (серо-голубой, голубой, чёрный, лиловый, шоколадный), табби и серебристые табби, их разновидности:
пятно, полоса и мрамор.
- Сплошные — окрасы, при которых все тело кошки окрашено равномерно в один цвет, без единой точки. Самый распространённый одноцветный окрас британской короткошёрстной кошки — серо-голубой..
- Черепаховые — сочетание чёрного с красным, голубого с кремовым, при таком окрасе желательно более равномерное сочетание чёрного (или голубого и пр.) и красного (или кремового) цветов. Однако вследствие того, что селекцией (то есть тем или иным подбором пар) нельзя повлиять на распределение пятен в окрасе, к черепахам не предъявляют таких строгих требований по окрасу, как в сплошных окрасах.
- Дымчатые (дымы, шиншиллы, камео) — поглощается часть красящего вещества в остевом волосе, окрас сохраняется только на верхней части волоса. Дымчатая кошка — это кошка контрастного окраса: подшёрсток должен быть как можно более белым, кончики волос — черными. Наиболее темными будут спина, голова, лапки; более светлыми — бока, воротник, уши. Окрас тела — от чёрного дымчатого до серебристого на боках. Морда и ноги — черные без отметин. Воротник и уши — серебристые. Подшёрсток как можно более светлый. Глаза — медные или оранжевые, большие, круглые.
- Табби (полосатые, мраморные, пятнистые, тикированные). Классический табби (мраморный) (Blotched tabby) Окрас — отметины (рисунок табби) у кошек должны быть очень чёткими, контрастными. На лбу должна быть отметина в виде «М». От угла глаза должна идти непрерывная линия, рисунок на щеках; линии от затылка идут по всей спине, спускаются на плечи, образуя рисунок в виде бабочки. На шее и груди — непрерывные кольца.

- Биколоры (сочетание основного цвета с белым). Сочетание основного окраса (сплошного, черепахового) с белым. Окрашенная часть должна быть четко ограничена от белого и составлять не менее 1/3 и не более 1/2 белого окраса и не должна иметь белых волосков. Одно из ушей должно быть обязательно окрашено, желательно большое окрашенное пятно на голове. Допустимы небольшие пятна на спине , окрашенные пятна на ногах (при общем соблюдении степени закрашенности).

- Колорная (сиамская) схема окраса. Тело (плащ) белое, окрашены только лапы, хвост, уши и маска на морде. Шерсть меняет цвет, в связи с переменой температуры.

## Описание породы
Голова — круглая и с хорошо развитыми щеками, широкая в скулах, которые подчеркивают её круглую форму. Шея — короткая, толстая. Нос — короткий, широкий, прямой. В профиль круглый лоб переходит в короткий, прямой нос (переход должен быть не очень явным, но заметным). Подбородок — сильный, ровный. Нос и подбородок составляют вертикаль.
Уши — маленькие, закруглённые, низко и широко посажены.
Глаза — большие, круглые, широко открытые, широко посаженные. Обычно  яркого оранжевого цвета. Пойнтовые коты имеют голубые глаза. Шиншиллы — от голубого, лавандового до изумрудно зелёного.
Тело — приземистое, типа «кобби» (cobby), спина прямая, короткая. Грудь широкая. Плечи широкие, массивные
Ноги и лапы — ноги короткие, толстые, лапы — круглые, сильные, плотные.
Хвост — толстый, средней длины, закруглённый на конце, широкий в основании.
Шерсть — короткая, густая, блестящая, плотная, тонкой текстуры, не прилегающая, с густым подшёрстком. Слишком мягкая шерсть или слишком длинная или плотно прилегающая — недостаток.
Породы «британская вислоухая» не существует. Существует «британская короткошёрстная (длинношёрстная)» и «шотландская вислоухая (прямо-ухая)».
- Британская короткошёрстная голубая кошка